# فوتبال داخلی آمریکا
فوتبال داخلی آمریکا یا فوتبال آرنا ، گونه ای از فوتبال گریدرون  می باشد که در زمین‌های مستوری در قطر های هاکی روی یخ  بازی می‌شود. در حالی که فقره از لیگی به لیگ نظیر گوناگون می باشد، قانون های فوتبال داخل سالن به گونه ای درست شده اند که امکان بازی در یک میدان کم وسعت تر را مهیا می کند. این فوتبال از فوتبال سنتی آمریکایی یا کانادایی که در استادیوم‌های گسترده تر یا در مکان های باز انجام می گیرد متفاوت می باشد، گرچه مقدار زیادی بازی فوتبال اولیه دانشکده در زمین‌های بزرگ یا کمابیش بزرگ در شیکاگو کالیسیئوم (دهه ۱۸۹۰) و مرکز اجماع آتلانتیک سیتی (دهه ۱۹۳۰ و دهه ۱۹۶۰) کمک کرد تا دیده شود که فوتبال را می توان به نام یک بازی داخل سالن بازی نمود.

## تاریخ

### تاریخ نخستین
نخستین عرضه فوتبال در یک زمین حجیم شده در حقیقت در مکان باز در باغ اصلی مدیسون اسکوئر در مکان باز صورت گرفت.  پنسیلوانیا با استفاده از تیم ۹ نفره، راتگرز را ۱۰–۰ در گردهمایی سالیانه اتحادیه  های آماتور در تاریخ ۱۶ ژانویه ۱۸۸۹ مغلوب نمود. 
نخستین بازی وثیق گردیده فوتبال داخل سالن نمایشگاهی میان مدرسه آموزشی اسپرینگفیلد  و یک تیم کلاس بزرگ دانشگاه ییل بود که در تاریخ ۱۲ دسامبر ۱۸۹۰ در مدیسون اسکوئر گاردن انجام شد.  جیمز نای اسمیت یک تاچ داون برای اسپرینگفیلد به نتیجه رساند، گرچه ییل با نتیجه۱۶–۱۰ پیروز نمایشگاه شد.  روز بعد دومین بازی نمایشگاهی انجام شد که تیم پنسیلوانیا ۲۰–۱۲ تیم راتگرز را مغلوب خودش کرد.  اندازه میدان در مدیسون اسکوئر گاردن ۲۶۰ فوت و عرضش ۱۰۰ فوت بود. 

نخستین بازی‌های فوتبال مقیاس داخلی، بازی‌هایی بودند که در روز های انتهایی دهه ۱۸۹۰ در کالیسیئوم شیکاگو صورت می گرفت. نخستین بازی نظیر میشیگان روبروی شیکاگو در روز نیایش ۱۸۹۶ بود. این مسابقه "نخستین بازی دانشگاهی فوتبال بود که زیر سقف برگزار شد."   به‌علاوه که نور روز به تاریکی دگرگون شد، میدان داخل کالیسیئوم با روشنایی الکتریکی روشن گردید.  ایمان داشتن بر این می باشد که کالیسیئوم بزرگ با ۷هکتار زمین، برای نهادن یک زمین فوتبال آمریکایی نیازی به سازش نداشته. براساس اعلامیه یک روزنامه، زمین در نیمه دوم تاریک گردید و بازی به اندازه ۱۰ دقیقه متوقف گردید تا در خصوص ادامه بازی گفت و گو شود. سپس بازی از شروع شد و سرانجام بعد از اینکه میشیگان یک تاچ داون به نتیجه برساند، چراغ ها روشن گردیده شد.  روزنامه های این آزمایش در فوتبال داخل سالن را پیروزمندانه گزارش دادند:
دست کم یک چیز با بازی گشوده گردید و آن بازی این بود که فوتبال داخل سالن به معنی واقعی جمله و به معنی اصلی جمله یک پیروزی فریاد آویز می باشد. مردان هیچ ایرادی برای اخذ نمودن پونت نداشتند و فوتبال طبق استعداد خود بدون ایراد زمین خیس یا باد شدید صورت می گرفت. در روز های انتهایی نیمه دوم هوا به مقدار زیادی تاریک شد و تماشاگران با نور الکتریکی با یک چیز نوین به شکل فوتبال مواجه شدند.» 
گرچه کالیسیئوم هم از دیدگاه عیب جویی و هم از دیدگاه تجاری پیروزمند بود، ولی کمتر از ۲ سال بعد از بازگشایی اش در آتش سوزی متلاشی شد و جانشین آن این توانایی را نداشت که یک زمین فوتبال آمریکایی را در خودش جای دهد.
سپس، در مدیسون اسکوئر گاردن در ۱۹۰۲ و ۱۹۰۳، بازی‌هایی موجود بود که به « سری جهانی فوتبال حرفه‌ای » مشهور بودند. بازی ها در زمین خاکی ۷۰ یاردی در ۳۵ یاردی صورت می گرفت ولی در خلاف آن قوانین مکان باز رعایت می گردید. حضور بی قدرت باعث گردید تا مسابقه ها بعد از گذشت ۲سال تعطیل شود. 
خرس های شیکاگو در لیگ ملی فوتبال مدعوی یک بازی تجربه ای در برابر رقیب های خودش همانند کاردینالز ، بعد از فصل ۱۹۳۰ ان اف ال، در استادیوم مستور شیکاگو بودند.  ۲سال بعد، شروط بد آب و هوا سبب شد که خرس‌ها مدعوی بازی پلی آف ان اف ال ۱۹۳۲ برابر پورتسموث اسپارتان (تا کنون شیرهای دیترویت ) در ورزشگاه باشند.       یک زمین خاکی مانند و تانک به اندازه ۸۰ یارد (۶۰ گز به اضافه ۲ ناحیه پایانی ۱۰گز) و عرض ۴۵ یارد در کف این جولانگاه آماده گردید. بازی‌های استادیوم شیکاگو به علیت تشکیل نمودن چندین دگرگونی در قانون ها، همانند معرفی پیامد های هش برای دور کردن بازی از تماشاچیانی که در گوشه زمین نشسته بودند (همانند فوتبال داخلی پیش رفته) چشمگیر بودند، در حالی که پست‌های دروازه به خط دروازه انتقال پیدا کردند. برای ترمیم کردن میدان کم وسعت تر، تیم ها با گذر کردن از خط بینی ۲۰ یارد جریمه گردیدند. (وب سایت رسمی خرس ها قدم های بلندی برداشتند و این ادعا را طلب می کنند که گل های زمینی برای بازی ۱۹۳۲ غیرقانونی بوده . ) 
در سال ۱۹۳۰، مرکز کنوانسیون آتلانتیک سیتی یک زمین فوتبال مستور حدودا مجموع آماده و از آن برای چند بازی در سال در طول دهه ۱۹۳۰ استفاده نمود. این ورزشگاه در سال ۱۹۴۰ مدعوی بازی ها را تعطیل نمود و تا سال ۱۹۶۱ مدعوی بازی های فوتبال را ادامه داد. در دهه ۱۹۶۰، بازی کاسه پیاده بر روی تخته ، یک بازی بعد از فصل حاوی تیم‌های کوچک کالج، در مرکز اجماع مورد رقابت واقع گردید. باول زحمتی بود برای دگرگون شدن آتلانتیک سیتی بیشتر به یک آسایشگاه کل سال در زمان قبل از قمار در سنجش با زمان تک فصلی ( مسابقه دوشیزه آمریکا که در مرکز نیز انجام شد، به همین اساس به نام زحمتی برای تمدید کردن زمان آغاز شد. فصل زیاد تر از روز کارگر). لیگ فوتبال ساحل آتلانتیک نخستین بازی قهرمانی خودش را در مرکز اجماع در سال ۱۹۶۲ انجام داد، ولی این بازی تنها ۲,۰۰۰ طرفدار را به خودش اختصاص داد و بازی بعد از آن به ورزشگاه خانگی تیمی که عالی ترین فرانجام فصل معمولی را داشت، انتقال پیدا کرد. بازی لیبرتی بول واقع شده در فیلادلفیا ، که از سال ۱۹۵۹ تا ۱۹۶۳ در استادیوم شهرداری انجام شده بود، در سال ۱۹۶۴ برای مسابقه میان تیم یوتا و تیم ویرجینیای غربی به مرکز اجماع انتقال پیدا کرد. با این شرایط موجود، بازی اندکی بیش از ۶۰۰۰ هوادار ربایش نمود و لیبرتی بول سال بعد به ممفیس منتقل شد، جایی که باقی مانده است. بر تناقض فوتبال داخلی نوین و پیشرفته، اندازه سطح بازی و از این رو قوانین از پایه همانند بازی استاندارد در مکان باز بود، با قانون هایی که برای مواجه شدن با پیشامد های گمانی در داخل خانه، مانند صدمه زدن به سقف، به روز شده بودند. منطقه پایانی اندکی کوتاه‌تر بودند - به جای ۱۰ یارد استاندارد، ۸ یارد (به شکل اتفاقی، طول ناحیه پایانی ۸ یاردی استاندارد در فوتبال داخلی نوین و پیشرفته می باشد).

## جبران خسارت
کل تیم های کنونی فوتبال داخل سالن در سطح لیگ کوچک یا نیمه حرفه ای مشغول بازی با یکدیگر می باشند. متوسط حقوق بازیکنان در لیگ فوتبال آرنا ۱,۸۰۰دلار آمریکا در هر بازی در سال ۲۰۰۸ بود. این نزدیک یک چهارم لیگ فوتبال کانادا (معادل شازی شده برای تورم) می باشد. بازیکنان ای اف ۲ برای هر بازی ۲۵۰ دلار حقوق می گرفتند و ای آی اف ای و آی اف ال در هر بازی ۲۰۰ دلار در هر بازی حقوق داشتند. آی اف ال در سال ۲۰۱۲ برای بیشتر بازیکنان ۸۸۵ دلار برای هر بازی پرداخت نمود که این رقم در سال ۲۰۱۳ به ۹۴۰ دلار در هر بازی افزایش پیدا کرد (گرچه بازیکن ها در آن وقت ناچار بودند هزینه مسکن خودشان را که پیش از این در لیگ عرضه می‌کرده بودند) پرداخت نمایند. کوارتربک های آغازین ۳۰۰ دلار جایزه برای هر بازی کسب می نمایند.  از سال ۲۰۱۹، آ اف ال به ازای هر بازی ۲۰۰ تا ۳۰۰ دلار پرداخت می کند و برای هر پیروزی ۲۵ دلار انعام اخذ می کند.  اف سی اف در ایام هفته ای ۴۰۰ تا ۷۵۰دلار پرداخت می کند. 

## لیگ ها
فهرست زیر فهرستی از لیگ های فوتبال حرفه ای و داخل سالن می باشند:

### لیگ های کنونی
- لیگ فوتبال داخل سالن ؛ از سال ۲۰۰۸–تاکنون(۱۷ سال)
- قهرمانان فوتبال داخل سالن ; از سال ۲۰۱۵–تاکنون(۱۰ سال)
- لیگ آرنا ملی ؛ از سال ۲۰۱۷–تاکنون (۸ سال)
- لیگ آرنا آمریکا ؛ از سال ۲۰۱۸–تاکنون (۷ سال)
- کنگره فوتبال غرب آمریکا از سال ۲۰۱۹–تاکنون (۶ سال)
- فوتبال کنترل شده توسط هواداران ، از سال۲۰۲۱–تاکنون (۴ سال)
- انجمن فوتبال آرنا ، از سال ۲۰۲۱–تاکنون (۴ سال)